# Andrea Scacciati

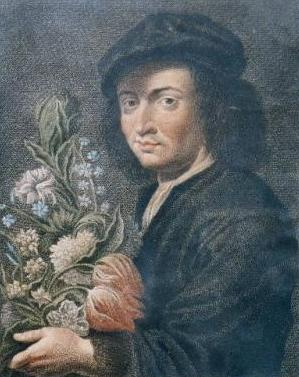
Andrea Scacciati, Kupferstichporträt von Pietro Antonio Pazzi und Carlo Lasinio (1792–98)

Andrea Scacciati (* um 1642 in Florenz; † 6. (?) Juni 1710 ebenda) war ein italienischer Stilllebenmaler des Barock. Um ihn von dem gleichnamigen Kupferstecher Andrea Scacciati (1725–1771) zu unterscheiden, wird er manchmal Andrea Scacciati I oder „der Ältere“ genannt.

## Leben
Er war ein Schüler von Mario Balassi und später von Lorenzo Lippi, welcher ihn Blumen nach der Natur malen ließ. Das machte Scacciati so gut, dass er bald beim Adel von Florenz für seine Blumenbilder gefragt war und auch ausländische Kunden gehabt haben soll.
Einige Jahre soll er in Livorno gelebt haben, wo er unter anderem für viele Engländer arbeitete, die ihn nach England holen wollten; aus unbekannten Gründen wurde daraus jedoch nichts.
Zurück in Florenz wurde Scacciati ein Lieblingsmaler der Vittoria della Rovere, die ihm bis zu ihrem Tode reichlich Aufträge gab und in deren Inventar von 1691 eine ganze Reihe seiner Werke aufgelistet waren, darunter auch Blumenstillleben mit Tieren wie Papageien oder Kaninchen.

Blumenvase, signiert „ASc 1699“, Öl auf Leinwand, 72 × 58 cm, Nationalmuseum Stockholm

1670 wirkte er an Freskendekorationen im Palazzo Medici Riccardi mit, genauer in der Loggia terrena und in den Fensternischen der Galerie; dafür bemalte er außerdem 16 Sitzbänke und 17 Schemel.
Sein frühestes bekanntes signiertes und datiertes Ölgemälde ist eine Blumenvase mit Papagei von 1672 in einer florentinischen Privatsammlung. Ein weiteres Bild ist mit „lo Scacciato 1674“ signiert und datiert und zeigt ein Blumenbouquet mit Tulpen, Anemonen und Jasmin auf einem Teppich (einst in Auktion bei Semenzato). Zwei weitere Stillleben Scacciatis befinden sich in der Sammlung Nystadt in Den Haag, von diesen ist eines mit 1678 datiert und signiert.
1683 erhielt er von Vittoria della Rovere den Auftrag für sechs Blumenstillleben in blau verzierten Fayenceschalen im Querformat für die Villa Medici in Poggio Imperiale; vier dieser Bilder befinden sich heute als Leihgabe im Palazzo Montecitorio in Rom, ein anderes tauchte zu Beginn des 21. Jahrhunderts im Auktionshaus Sotheby’s auf.
Laut Baldinucci malte Scacciati zusammen mit Onorio Marinari zwei Girlandenbilder mit weiblichen Heiligen, wobei Scacciati die Blumen malte und Marinari die Figuren.
In seinem Spätwerk, wie zwei signierten Blumenvasen aus dem Jahr 1700 für die Galerie des Palazzo Alberti in Prato, zeigt er einen graphisch artikulierteren Stil.
Für Cosimo III. de’ Medici wirkte Scacciati zusammen mit seinem Sohn Pietro Neri Scacciati und Bartolomeo Bimbi an der aus Blumen-, Früchte- und Tierbildern bestehenden „wissenschaftlichen“ Dekoration der Villa dell’Ambrogiana mit.
Scacciati soll ein witziger Mensch gewesen sein, der auch aus dem Stegreif Lieder singen und komponieren konnte. Er war befreundet mit seinem Malerkollegen Pietro Dandini, bei dessen Künstlertreffen er ein gern gesehener Gast war.
Über sein Ableben und Begräbnis gibt es in verschiedenen Quellen leicht widersprüchliche Angaben, demnach sei er entweder am 6. Juni 1710 in der florentinischen Kirche San Benedetto Bianco bestattet worden, oder er verstarb am Abend des 6. Juni und wurde am folgenden Tag in Santa Maria Novella aufgebahrt.

## Würdigung und Stil

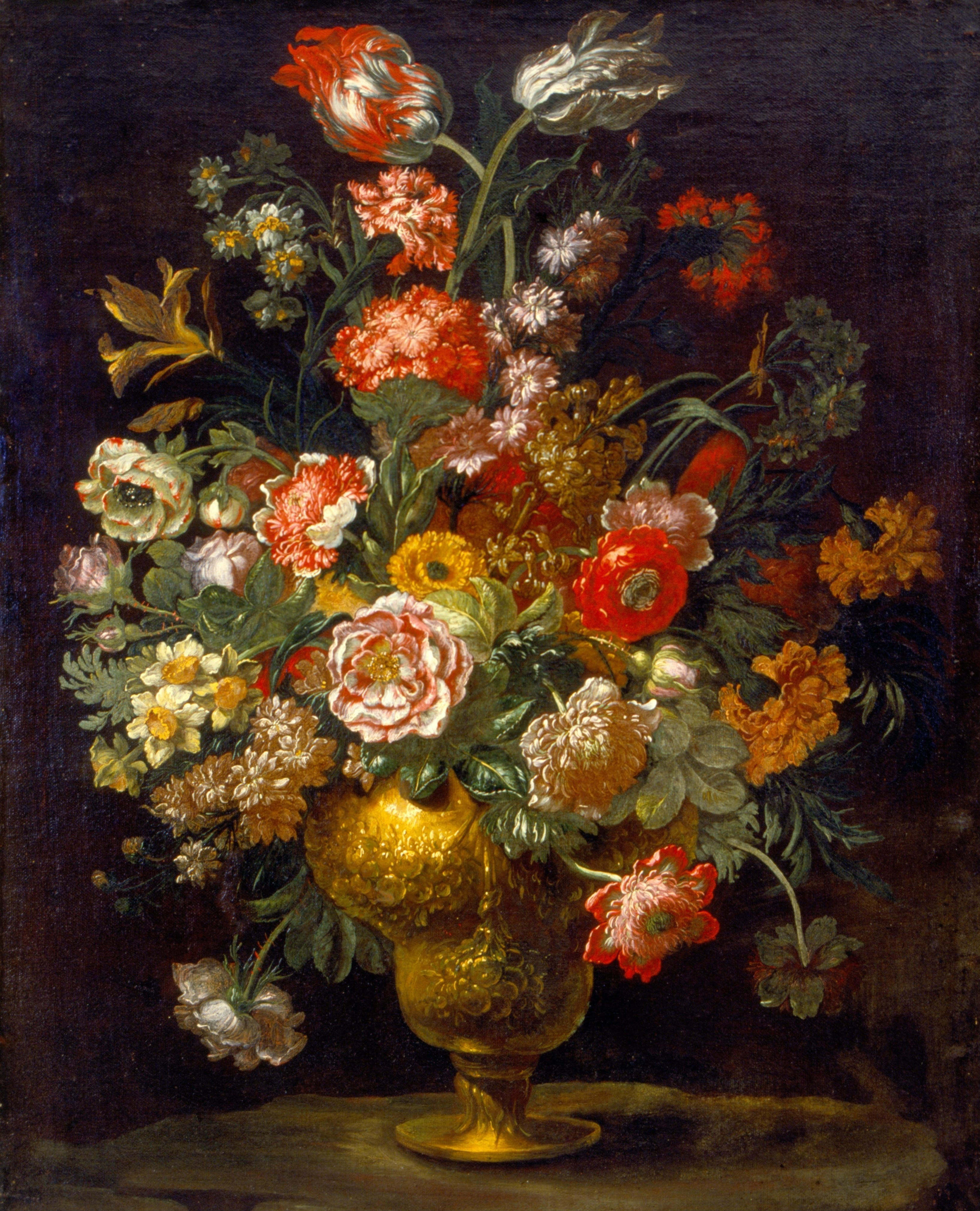
Blumenvase, Öl auf Leinwand, 70 × 57 cm, Museu Nacional de Belas Artes, Rio de Janeiro

Scacciati gilt als wichtigster Stilllebenmaler der toskanischen Schule seiner Zeit, neben dem etwas jüngeren Bartolomeo Bimbi. Scacciati malte Blumen, Früchte und Tiere – jedoch mit einem Schwerpunkt auf der Blumenmalerei. Er verband die dekorative Auffassung der hochbarocken italienischen Schule, wie sie vor allem von Mario de’ Fiori aufgebracht wurde, mit einem auf genauer Naturbeobachtung beruhenden botanischen Sinn, der bis zu einem gewissen Grade von nordischen Vorbildern wie Jan Davidsz. de Heem und Willem van Aelst inspiriert war, deren Werke er in den Sammlungen der Medici sehen konnte. Von den letzteren scheint seine feine Pinselführung und die durchsichtige Art, Blütenblätter zu malen, beeinflusst. Sein Disegno ist nach toskanischer Art sehr klar. Im Vergleich zu Bimbi fällt unter anderem ein leuchtenderes Kolorit auf, auch übertrifft Scacciati jenen in der Blumenmalerei. Typisch für Scacciati sind weit geöffnete Blüten, manchmal (aber nicht grundsätzlich) kurz vor dem Verblühen, vor allem bei Tulpen oder Rosen. In frühen datierten und gesicherten Werken von Blumenvasen sind die Kompositionen bei aller Blütenfülle von großer Eleganz, durchaus luftig; anmutig gebogene Blütenstengel werden zu dekorativer Wirkung genutzt. Daneben schuf er auch große Kompositionen von üppiger Fülle, vor allem in späteren Werken stehen die Blumen dicht in den Vasen oder Schalen.
Seine Vasen sind häufig vergoldet oder aus Messing und mit skulptierten Reliefs verziert.
Mit seinem Spätwerk übte Scacciati einen Einfluss auf Gaspare Lopez napoletano aus, mit dem es auch bereits Zuschreibungsprobleme gab.

Ein Paar von Stillleben
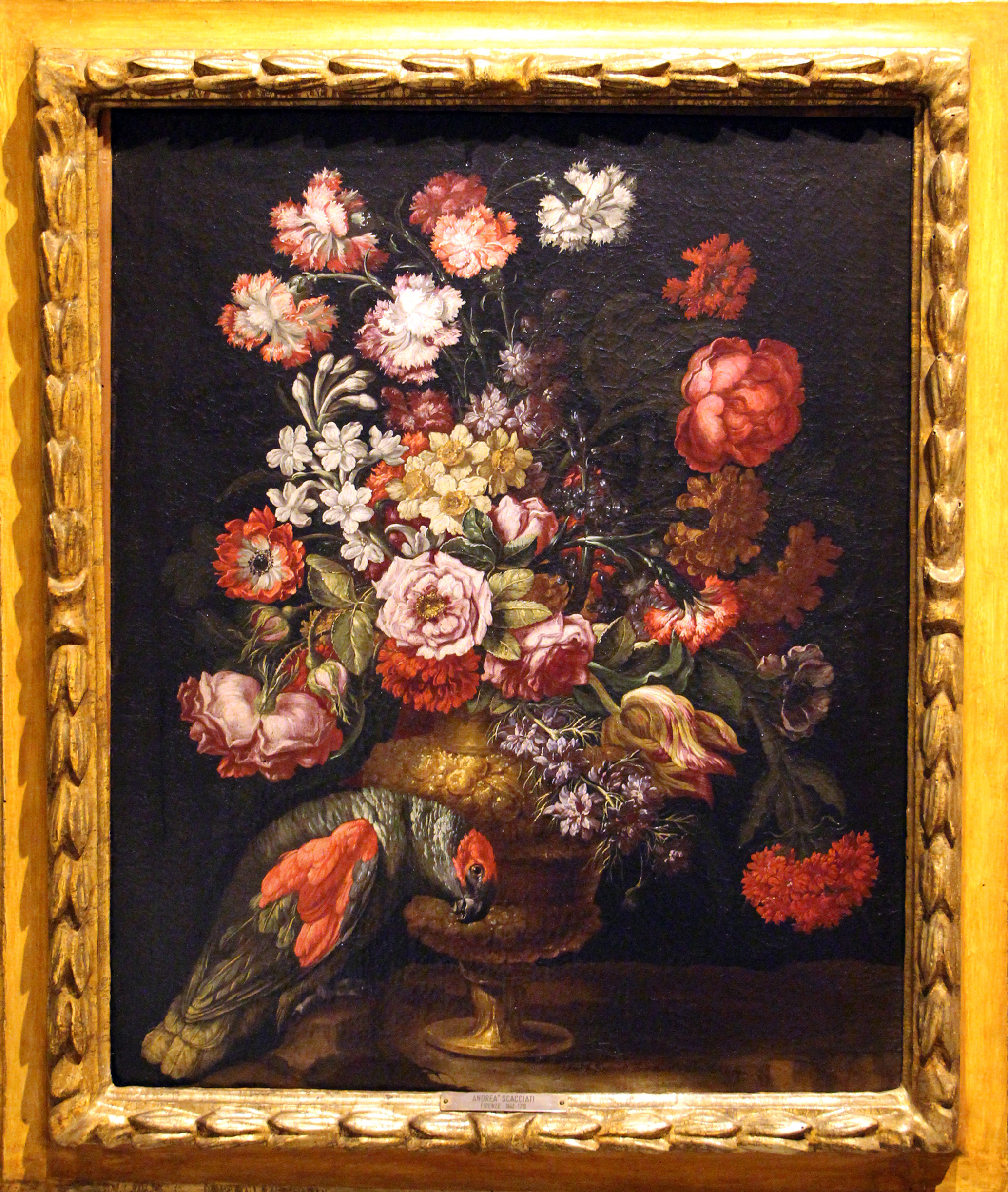
Blumenvase mit Papagei, signiert und datiert „And. de Scacciatis Florentinus Civis faciebat 1700“, Museo civico, Prato
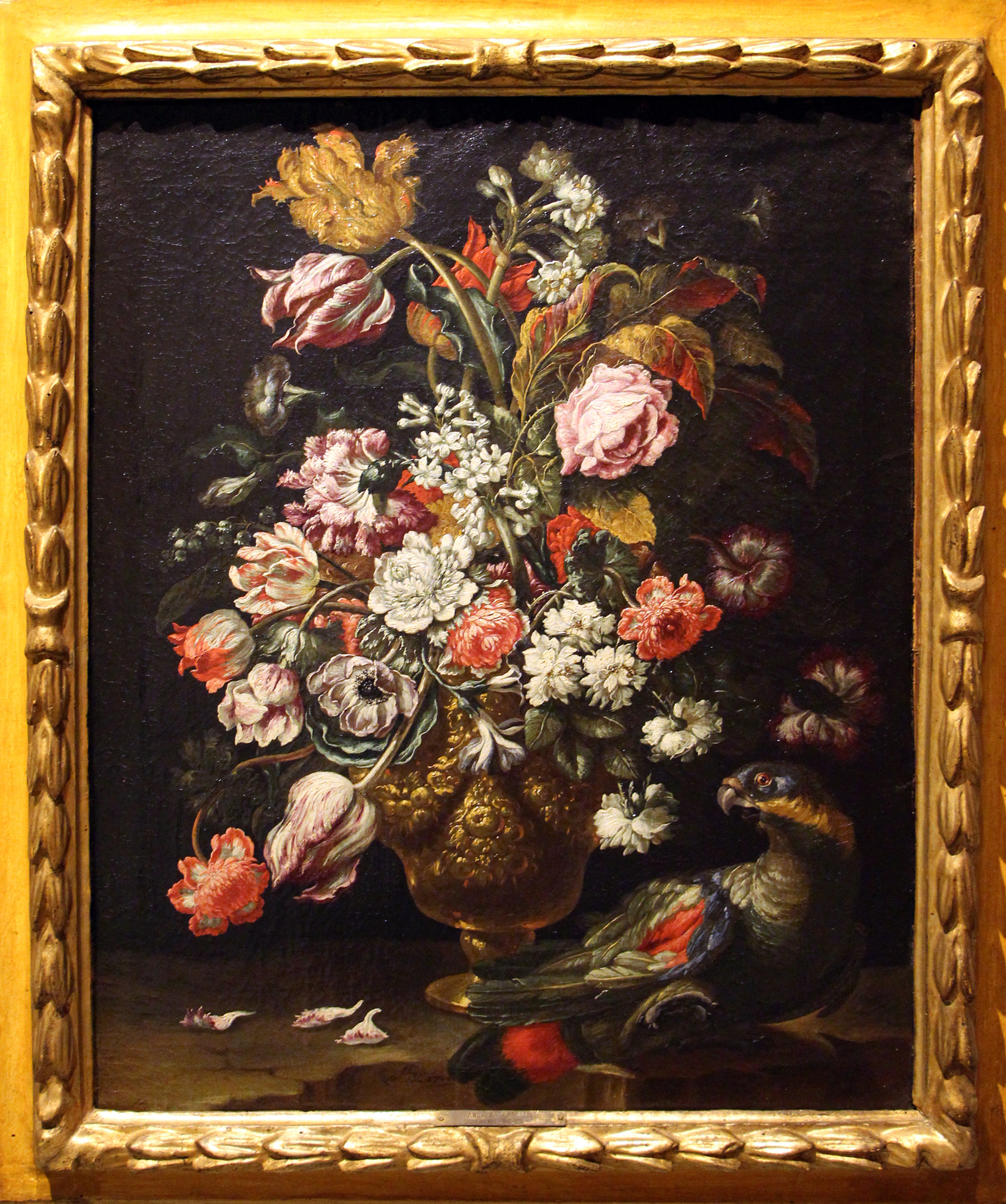
Blumenvase mit Papagei, signiert „ASc 1700“, Museo civico, Prato